# Крестовоздвиженский храм (Днепр)
Крестовоздвиженский храм — православный храм в городе Днепр, Украина. Является старейшим храмом города.

## История
10 мая 1803 года выдана благословительная храмозданная грамота на закладку церкви. В тот же год 26 июля протоиерей Иоанн Станиславский освятил место под церковь в слободе Диёвка и на месте работ был водружен крест. Освящение построенного храма состоялось в 1812 или 1817 году.

## Современное состояние
Храм является «недавно выявленным памятником архитектуры местного значения» (решение городского совета от 21.01.02г. № 19/26).